# Premi Krieger–Nelson
El premi Krieger–Nelson és atorgat per la Societat Matemàtica del Canadà en reconeixement de dones matemàtiques que hagin destacat en el seu camp. El primer cop que es va donar va ser l'any 1995. El premi duu el nom de Cecilia Krieger i Evelyn Nelson, ambdues canadenques conegudes per les seves contribucions a les matemàtiques.

## Premiades
Així com el premi s'ha donat molts cops a matemàtiques que treballaven en universitat canadenques, també s'ha donat a matemàtiques que van néixer o estudiar al Canadà però que treballaven fora del país. Per exemple, Cathleen Morawetz, antiga presidenta de la Societat Americana de Matemàtiques, i membre del claustre de l'Institut Courant de Ciències Matemàtiques (que forma part de la Universitat de Nova York) va rebre el premi Krieger–Nelson Prize l'any 1997. (Morawetz es va formar a la Universitat de Toronto a Toronto, Canadà). Segons les bases del premi, la premiada ha de ser una "membre de la comunitat matemàtica canadenca".
La premiada del Krieger–Nelson fa una xerrada a la Societat Matemàtica del Canadà, normalment durant la trobada de l'estiu. A continuació, es llisten les premiades des de 1995.
- 1995	Nancy Reid
- 1996	Olga Kharlampovich
- 1997	Cathleen Synge Morawetz
- 1998	Catherine Sulem
- 1999	Nicole Tomczak-Jaegermann
- 2000	Kanta Gupta
- 2001	Lisa Jeffrey
- 2002	Cindy Greenwood
- 2003	Leah Keshet
- 2004	No en va haver
- 2005	Barbara Keyfitz
- 2006	Penny Haxell
- 2007	Pauline van den Driessche
- 2008	Izabella Łaba
- 2009	Yael Karshon
- 2010	Lia Bronsard
- 2011	Rachel Kuske
- 2012	Ailana Fraser
- 2013 Chantal David
- 2014 Gail Wolkowicz
- 2015 Jane Ye
- 2016 Malabika Pramanik
- 2017 Stephanie van Willigenburg
- 2018 Megumi Harada
- 2019 Julia Gordon
- 2020 Sujatha Ramdorai